# Iso-Airi
Iso-Airi eller Iso Airijärvi är en sjö i Finland. Den ligger i kommunen Övertorneå i landskapet Lappland, i den norra delen av landet, 700 km norr om huvudstaden Helsingfors. Iso-Airi ligger 158,2 meter över havet. Arean är 2,96 kvadratkilometer och strandlinjen är 12,71 kilometer lång. Sjön  ingår i Torne älvs huvudavrinningsområde.   
I övrigt finns följande i Iso-Airi:
- Liinasaari (en ö)
- Jaarasensaari (en ö)

I övrigt finns följande vid Iso-Airi:
- Pieni Airijärvi (en sjö)